# Wang Mu

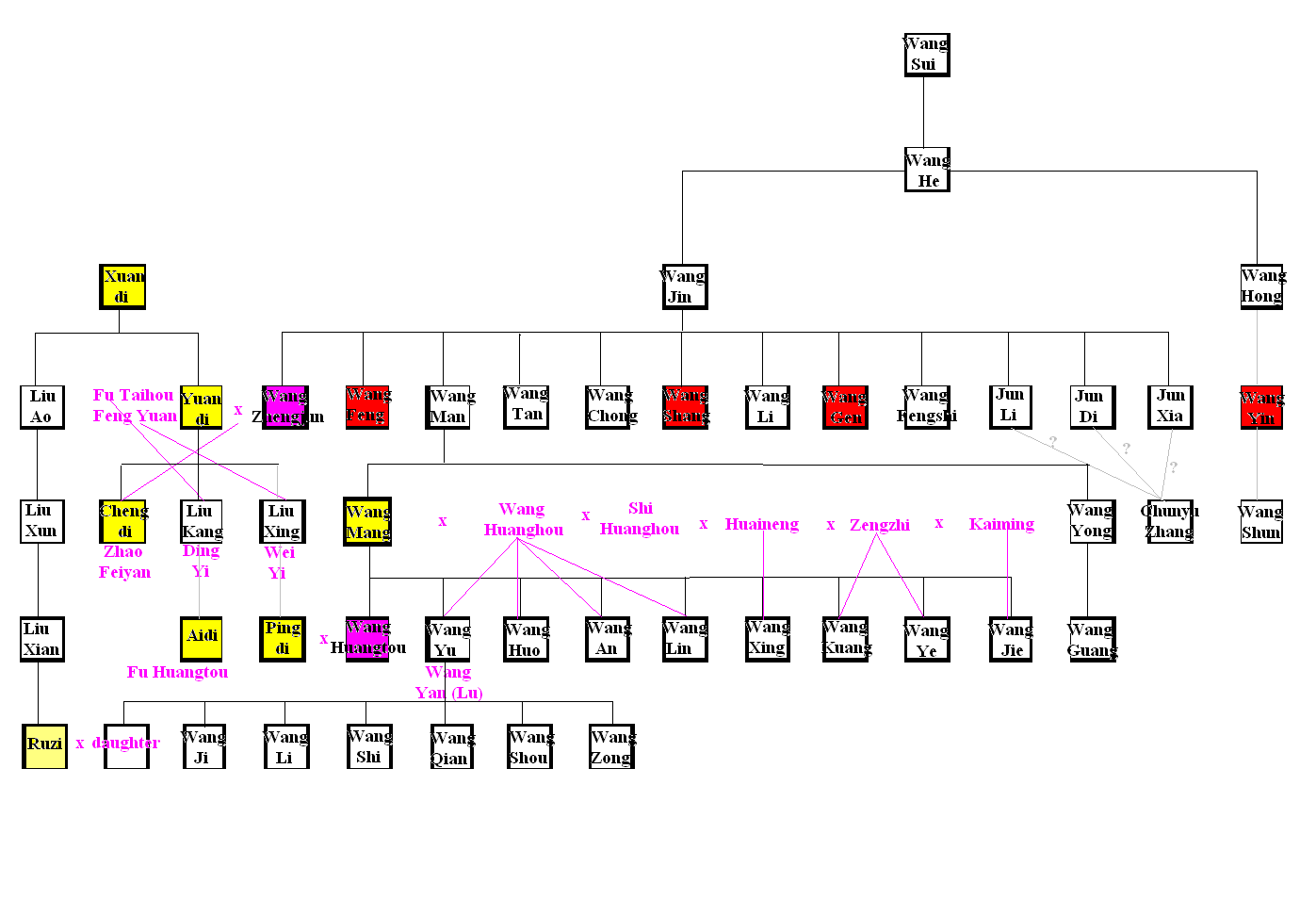
Stamboom van de familie Wang

Wang Mu († 23 na Chr.) was een Chinese functionaris, achterneef van de Chinese keizer Wang Mang (r.9-23) en een zoon van Wang Yi. Hij behoorde zo tot de familie die aan het einde van de Westelijke Han-dynastie en onder de Xin-dynastie de feitelijke politieke macht bezat. Hij was in dienst van Wang Mang als shizhong (侍中), een lid van de hofhouding en kwam in 23 bij de verdediging van Wang Mang samen met zijn vader om het leven.
Begin oktober 23 was de positie van Wang Mang hopeloos geworden toen zijn laatste bolwerk, de hoofdstad Chang'an door de Lülin (綠林)-rebellen was ingenomen. Wang Mang had zich met ongeveer duizend vertrouwelingen teruggetrokken in de jiantai (漸臺), een toren met terras omgeven door water binnen de muren van het keizerlijk paleis. Onder hen bevonden zich ook Wang Yi en Wang Mu. Toen Wang Yi zag dat zijn zoon aanstalten maakte om het strijdtoneel te ontvluchten, dwong hij hem te blijven en door te vechten. Na man-tegen-mangevechten werd de toren op 6 oktober 23 veroverd, waarbij beiden met Wang Mang en alle overige volgelingen om het leven kwamen.